# Bigelow (Missouri)
Bigelow – wieś w Stanach Zjednoczonych, w stanie Missouri, w hrabstwie Holt.